# Sidi Daoud
Sidi Daoud là một đô thị thuộc tỉnh Boumerdès, Algérie. Dân số thời điểm năm 2002 là 14.889 người.